# Vosmaeria
Vosmaeria is een geslacht van sponsdieren uit de klasse van de Demospongiae (gewone sponzen).

## Soorten
- Vosmaeria crustacea Fristedt, 1885
- Vosmaeria levigata Topsent, 1896